# Listă de filme sovietice din 1949
- Filme sovietice din: 1948 — 1949 — 1950

Aceasta este o listă de filme produse în Uniunea Sovietică în 1949.
| Titlu                    | Titlu original        | Regizor                              | Distribuție                                       | Gen            | Note |
| ------------------------ | --------------------- | ------------------------------------ | ------------------------------------------------- | -------------- | ---- |
| 1949                     |                       |                                      |                                                   |                |      |
| Aleksandr Popov          | Александр Попов       | Viktor Eisimont și Gerbert Rappaport | Nikolai Cerkasov, Aleksandr Borisov               | biografic      |      |
| Bătălia de la Stalingrad | Сталинградская битва  | Vladimir Petrov                      | Aleksei Diki, Maxim Ștrauh                        | film de război |      |
| Drum bun                 | Счастливого плавания! | Nikolai Lebedev                      | Piotr Andrievski, Nikolai Cerkasov, Stepan Krâlov |                |      |
| Întâlnire pe Elba        | Встреча на Эльбе      | Grigori Aleksandrov                  | Vladlen Davâdov, Konstantin Nassonov              | război         |      |
|                          |                       |                                      |                                                   |                |      |